# Tragopã-sátiro
O tragopã-sátiro ou faisão-de-chifre-vermelho (Tragopan satyra) é uma espécie de ave galiforme da família dos fasianídeos. Nativo da Ásia Meridional, onde pode ser encontrada na Índia, Tibete, Nepal e Butão. É reconhecido por seu cortejo exuberante. Residem em florestas úmidas de carvalho e rododendro com vegetação densa e touceiras de bambu. Ocorte de 2.400 a 4.200 metros de altitude no verão e 1.800 metros no inverno. O macho tem cerca de 70 cm de comprimento.
Quando é época de acasalamento, os machos dessa espécie desenvolvem chifres azuis e uma carúncula gular. Quando estiverem prontos para serem exibidos, eles inflarão seus chifres e se esconderão atrás de uma pedra, esperando que as fêmeas passem.  Quando isso acontecer, eles farão uma exibição de cortejo elaborada na frente das fêmeas. No final da exibição, o macho se esticará até sua altura máxima e exibirá todos as suas penas e ornamentos.
As fêmeas são marrons pintadas. Os machos são geralmente vermelhos com manchas e pintas azuis, pretas e brancas, com face azul e fronte negra.
Embora sejam os menos ameaçados dos tragopãs, os tragopãs-sátiros ainda enfrentam muitas ameaças. Acredita-se que a espécie tenha uma população moderadamente pequena que está sujeita à caça e à perda de habitat na maior parte de sua distribuição.